# Polizeiruf 110: Nur Gespenster
Nur Gespenster ist ein Fernsehfilm aus der Krimireihe Polizeiruf 110. Der vom Norddeutschen Rundfunk produzierte Beitrag ist die 409. Polizeiruf 110-Episode und wurde am 17. Dezember 2023 im Ersten ausgestrahlt. Es ist der 27. Fall des Rostocker Teams.

## Handlung
Der Arzt Kai Wülker wird tot aufgefunden. Anscheinend wurde er vor seiner Ermordung gefoltert. Am Tatort werden DNA-Spuren von Jessica Sonntag gefunden, die seit vielen Jahren als vermisst gilt. Die Kommissarinnen Katrin König und Melly Böwe benachrichtigen deren Familie über diese Tatsache. Wenig später wird auch Jessicas Vater ermordet. Als Täter entpuppt sich der Bruder von Jessica. Dieser versucht, auch die Mutter zu töten, wird aber rechtzeitig von der Polizei überwältigt. Er hatte immer eine enge emotionale Verbindung zu seiner Schwester und, nachdem sie Selbstmord beging, rächte er ihren Tod bei den seiner Meinung nach Verantwortlichen: Wülker, der Jessica zum Drogenkonsum brachte, ihren Vater, der sie seit ihrer Kindheit missbrauchte und ihre Mutter, die alles tatenlos mit ansah und verdrängte, weil sie meinte, „manche Männer sind eben so“.
Überschattet werden die Ermittlungen einerseits von Assistent Thieslers Frustration darüber, dass nicht er, sondern Böwe Bukows Nachfolger wurde; außerdem trifft Kommissarin König ihren totgeglaubten Vater wieder.

## Hintergrund
Der Film wurde vom 18. Mai 2022 bis zum 21. Juli 2022 in Rostock, Rerik, Graal-Müritz, Beidenfleth und Hamburg gedreht.

## Musik
Die Filmmusik wurde von Christopher Bremus komponiert. Zudem sind folgende Lieder zu hören:
- PJ Harvey: To Bring You My Love
- Shirin David, Kitty Kat: Be a Hoe/Break a Hoe
- Moderns: I Want You To Want Me (Cheap-Trick-Cover)

## Rezeption

### Kritiken
Dies sei eine brillante Polizeiruf-Folge, schrieb Andreas Herwegh (Die Tageszeitung). Das liege auch an der erstklassigen Besetzung. Evelyn Sonntag werde von Judith Engel glänzend gespielt. Die Mutter wirke wie erstarrt, wie in einem Kokon gefangen, fragil und irgendwie kindlich naiv. Adrian Grünewald (bekannt aus „Im Westen nichts Neues“) spiele den scheinbar abgeklärten, gefühlskalten Sohn mit einer ganz eigenen Entrücktheit, das sei absolut sehenswert.
Matthias Dell (Die Zeit) lobt die Weiterentwicklung der horizontalen Erzählweise der Rostock-Folgen; so male die neue Folge weiter aus, was in der letzten Folge Daniel A. schon angelegt war. Ausgerechnet Sympathieträger Volker Thiesler (Josef Heynert) werde nun zum Stinkstiefel, weil er sich durch die Nachbesetzung der Führungsposition von Bukow (Charly Hübner) mit dessen Schwester Melly Böwe übergangen fühlt. Dies sei eine hübsche Idee, weil so der Charakter des Mitarbeiters an Kontur gewinne.
Ganz anders hingegen die Meinung des Lexikons des Internationalen Films, das den Film mit einem von fünf möglichen Sternen bewertet: Nur Gespenster sei ein „Unbeholfen entwickelter Krimi,“ der seine Erzählung „mit Drastik, ästhetisierten Gewaltszenen und viel Betroffenheitsgestik“ aufspanne. „Weder darstellerisch noch atmosphärisch stellt sich dabei ein Tonfall her, der die simple Drehbuchstruktur, die blassen Figurenzeichnungen und den Rückgriff auf Schockmomente ausgleichen könnte.“

### Einschaltquote
Die Erstausstrahlung von Gespenster am 17. Dezember 2023 wurde in Deutschland von 7,43 Millionen Zuschauern gesehen und erreichte einen Marktanteil von 24,8 % für Das Erste.